# Télapu 2. – Veszélyben a karácsony
A Télapu 2. – Veszélyben a karácsony (eredeti cím: The Santa Clause 2) 2002-ben bemutatott amerikai romantikus fantasy-filmvígjáték, amelyet Michael Lembeck rendezett. Az előző, 1994-es részhez hasonlóan a főbb szerepekben ismét Tim Allen, Eric Lloyd, Judge Reinhold, Wendy Crewson és David Krumholtz látható. Elizabeth Mitchell és Spencer Breslin új szereplőként tűnik fel a filmben.
Az Amerikai Egyesült Államokban 2002. november 1-jén, Magyarországon november 28-án mutatták be. Folytatása 2006-ban jelent meg Télapu 3. – A szánbitorló címmel.

## Rövid történet
Scott Calvin közel tíz éve szerény Mikulás, de ennek vége lehet, ha gyorsan nem talál magának feleséget.

## Cselekmény
Az elmúlt nyolc évben Scott Calvin volt az új Mikulás. Remekül berendezkedett a posztján, és a manókkal együtt készül a közelgő karácsonyra. Bernard, a főmanó az előkészületek közepette tájékoztatja őt arról, hogy a Mikulás-szerződésben van egy „Mikulásné záradék”. Eszerint a Mikulásnak karácsony előtt meg kell házasodnia, hogy ne veszítse el a hivatalát.
Amikor a Mikulás is megtudja, hogy a fia, Charlie is felkerült a rosszcsontok listájára, elhatározza, hogy el kell mennie a szülővárosába. Közben felmerül a kérdés, hogy ki veszi át az Északi-sark parancsnokságát. Curtisnek, a kísérleti manónak van egy ötlete. A duplikáló/nagyító/csökkentő gép segítségével létrehozzák a Mikulás gumiszerű másolatát; a többi manó nem tud a hasonmásról. Scott egy órát kap Bernardtól, hogy leolvassa a mágikus energiáját, amelyet nem engedhet nullára csökkenni, különben nem térhet vissza.
A Mikulás alias Scott a szülővárosban megtudja, hogy Charlie szigorú figyelmeztetést kapott a tornateremben elhelyezett sgraffito miatt, amely tiltakozik az ellen, hogy az iskola elhagyta a karácsonyi díszeket a tantermi anyagok javára. Scott Charlie-val, Charlie édesanyjával, Laurával és annak férjével, Neillel együtt felkeresi az iskola igazgatóját, Carol Newmant, és megígérteti Charlie-val, hogy soha többé nem tesz ilyesmit. Charlie kap még egy esélyt, hogy elkerülje a kirúgást azzal a közmunkával, hogy eltávolítja a falakról a graffitiket. Az igazgató felügyeli, és Scott négyszemközti beszélgetést folytat Carollal, felkeresi otthonában, hogy meghívja vacsorára. 
Carol meghívással válaszol a karácsonyi tantestületi partira, ahol Scott mindenféle varázslatot bemutat. Carol annyira el van ragadtatva, hogy arcon csókolja Scottot, majd nem sokkal később  szájon csókolják egymást.
Az Északi-sarkon a Mikulás-helyettes forradalmárrá mutálódik, és felforgatja a karácsonyi gyárat. A játékgyártást leállítják, a gyerekeket pedig széndarabok küldésével büntetik. Curtis a gépével előállított diótörő hadsereggel tartja sakkban a manócsapatot. Bernard most felvilágosítja őket, hogy ez nem az igazi Mikulás, de a diótörők letartóztatják.
A Carol háza elleni hógolyótámadás során Charlie és két barátja felfedezi, hogy Scott vendégeskedik ott. Elárulja Carolnak, hogy ő a Mikulás. A nő azt hiszi, hogy ez egy trükk, hogy megszabaduljon tőle, és elküldi a férfit. 
Amikor megérkezik, Curtis tájékoztatja Scottot az Északi-sarkon kialakult helyzetről. A Fogtündér elviszi Scottot és Curtist az Északi-sarkra, ahol a hasonmás letartóztatja őket. A Fogtündér újabb szállítása hozza el Charlie-t és Carolt, miután Charlie a manók hógömbje segítségével meggyőzi Carolt, hogy az apja valójában a Mikulás. Scott és Curtis kiszabadul. A manókkal együtt megdöntik a hamis Mikulás hatalmát, aki kénytelen elviselni Curtis gépének miniatürizáló funkcióját. Scott elmondja Carolnak a „Mikulásné-záradékot”, de azt is, hogy beleszeretett: házassági ajánlatot tesz, amit Carol elfogad. Éjfél előtt Anyatermészet előtt összeházasodnak. Scott képes Mikulás maradni, és hosszú nászutat ígér Carolnak, mielőtt elindul, hogy az összes gyereknek ajándékot vigyen.

## Szereplők
| Szerep                        | Színész            | Magyar hang        |
| ----------------------------- | ------------------ | ------------------ |
| Scott Calvin / Mikulás        | Tim Allen          | Szakácsi Sándor    |
| Carol Newman iskolai igazgató | Elizabeth Mitchell | Tóth Ildikó        |
| Charlie Calvin, Scott fia     | Eric Lloyd         | Szalay Csongor     |
| Dr. Neal Miller               | Judge Reinhold     | Mihályi Győző      |
| Bernard                       | David Krumholtz    | Dunai Mihály       |
| Laura Miller                  | Wendy Crewson      | Kovács Nóra        |
| Curtis                        | Spencer Breslin    | Berkes Bence       |
| Lucy Miller                   | Liliana Mumy       | Bánlaki Kelly      |
| Abby                          | Danielle Woodman   | Patkó Csenge       |
| Fogtündér                     | Art LaFleur        | Konrád Antal       |
| Anyatermészet                 | Aisha Tyler        | Kocsis Judit       |
| Cupido                        | Kevin Pollak       | Józsa Imre         |
| Húsvéti Nyúl                  | Jay Thomas         | Verebély Iván      |
| Álommanó                      | Michael Dorn       | ifj. Jászai László |
| Idő ura                       | Peter Boyle        | Simon György       |
| Tracy                         | Molly Shannon      | Igó Éva            |
| Richie                        | Alexander Pollock  | Czető Roland       |
| Danielle                      | Alexandra Purvis   | Nemes Takách Kata  |
| Tanár                         | Gary Jones         | Katona Zoltán      |
| John Pierce                   | Blu Mankuma        |                    |
| Picardo                       | Andrew Stone       |                    |

## Fordítás
- Ez a szócikk részben vagy egészben  a   Santa Clause 2 – Eine noch schönere Bescherung című német Wikipédia-szócikk fordításán alapul.  Az eredeti cikk szerkesztőit annak laptörténete sorolja fel. Ez a jelzés csupán a megfogalmazás eredetét és a szerzői jogokat jelzi, nem szolgál a cikkben szereplő információk forrásmegjelöléseként.